# قائمة الأفلام المصرية سنة 1991
- الراعي والنساء
- الكيت كات
- لعبة الأشرار
- المخطوفة
- المواطن مصري
- الهروب
- قانون ايكا
- شمس الزناتي
- اللعب مع الكبار
- مسجل خطر